# سولكامسك

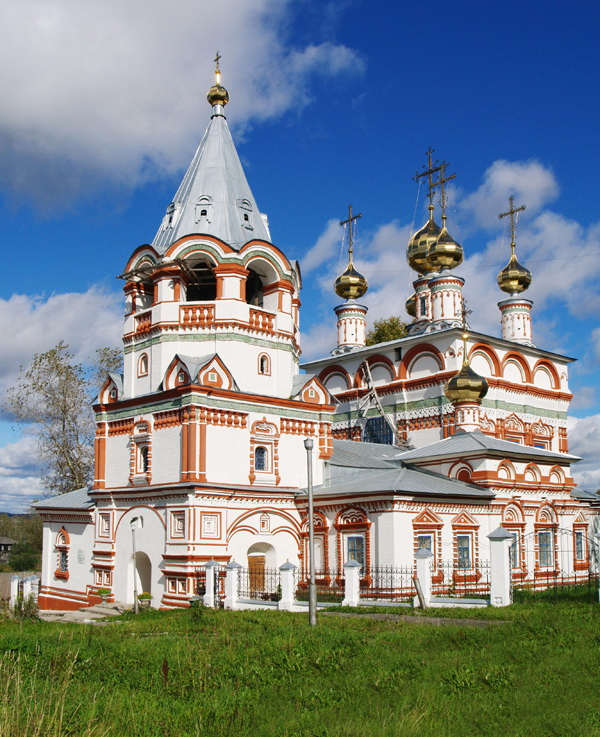

سولكامسك (بالروسية: Соликамск) هي إحدى مدن روسيا في الكيان الفدرالي الروسي بيرم كراي.

## معرض صور

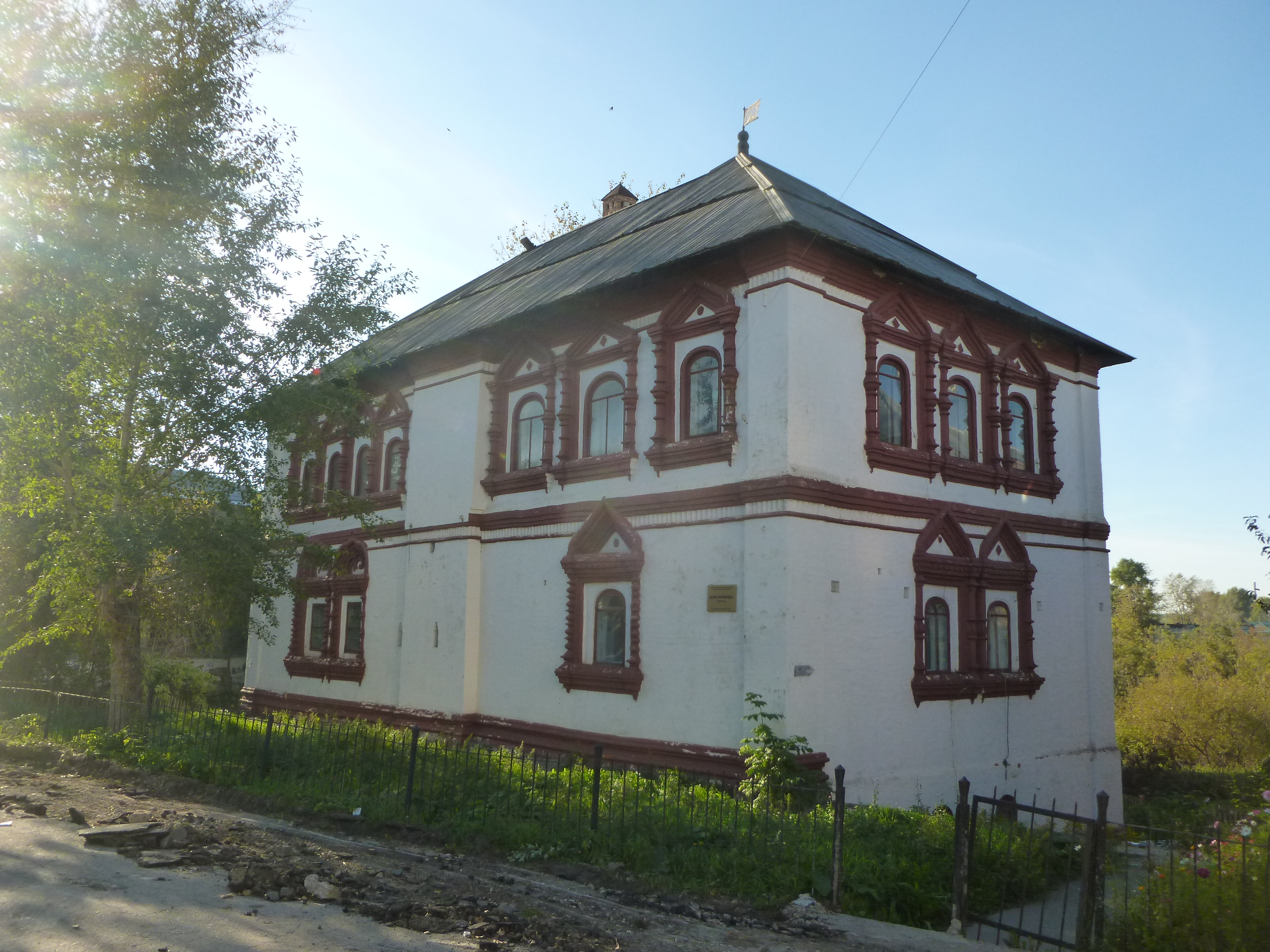
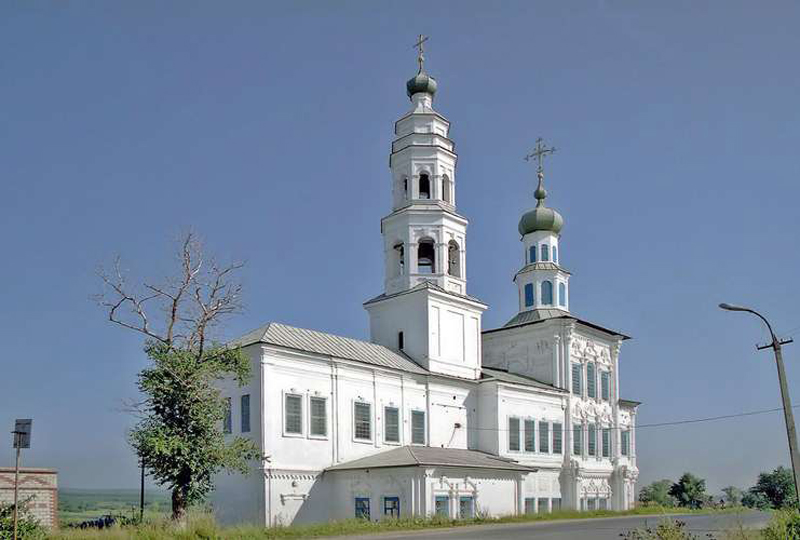
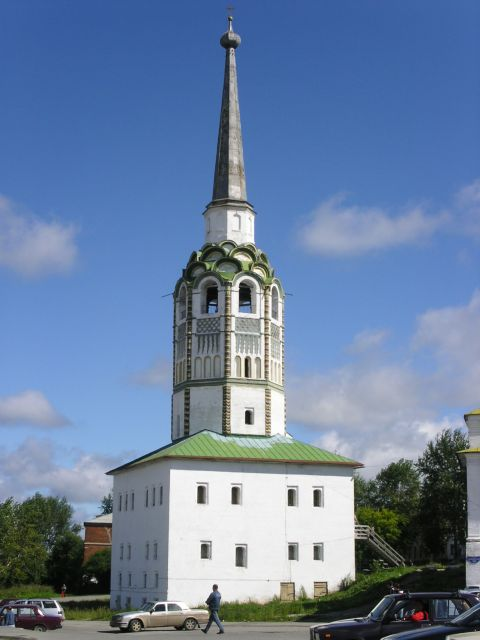

## توأمة
لسولكامسك اتفاقيات توأمة مع:
- توتما